# Grotta dell'Orso (Sgonico)
La grotta dell'Orso (in sloveno Gabrovška pečina) si trova in provincia di Trieste, a meno di un chilometro a nord/nord-ovest dall'abitato della frazione di Gabrovizza, sul Carso Triestino, ed è identificata dal numero 7 nel catasto grotte della Venezia Giulia.

## Conformazione
La grotta si presenta con un ampio ingresso che si apre sul fondo di una dolina. Ha uno sviluppo totale di circa 175 metri, con un andamento suddiviso in tre tronconi rispettivamente di 50, 90 e 30 metri circa. È caratterizzata da un'ampia volta, ha una larghezza massima di poco superiore ai 20 metri ed un profondità massima di 39 metri dal piano di campagna.

## Storia
Per la sua conformazione, la caverna rappresentava un rifugio ideale sia per gli uomini che per gli animali preistorici. La parte iniziale della caverna è stata abitata dall'uomo neolitico, e sono state rinvenute sia opere murarie che resti e manufatti di vario genere.

Gli animali prediligevano invece la parte finale della grotta, quella più lontana dall'ingresso, e lì, nello strato pleistocenico, sono stati trovati resti fossili di più di 23 specie di animali, tra cui lupo, volpe, leone,  iena, ma in particolare quelli del poderoso Ursus spelaeus, al quale è stata quindi intitolata la grotta. Una bella ricostruzione dell'orso delle caverne (Ursus spelaeus) si trova al Museo di storia naturale di Trieste.

I primi scavi furono condotti alla fine del 1800 dal Marchesetti, dal Neumann e dal Weithofer, ed i reperti si trovano ai musei di Vienna e di Trieste. Gli ultimi scavi di cui si ha notizia risalgono alla metà del 1900.

## Galleria d'immagini

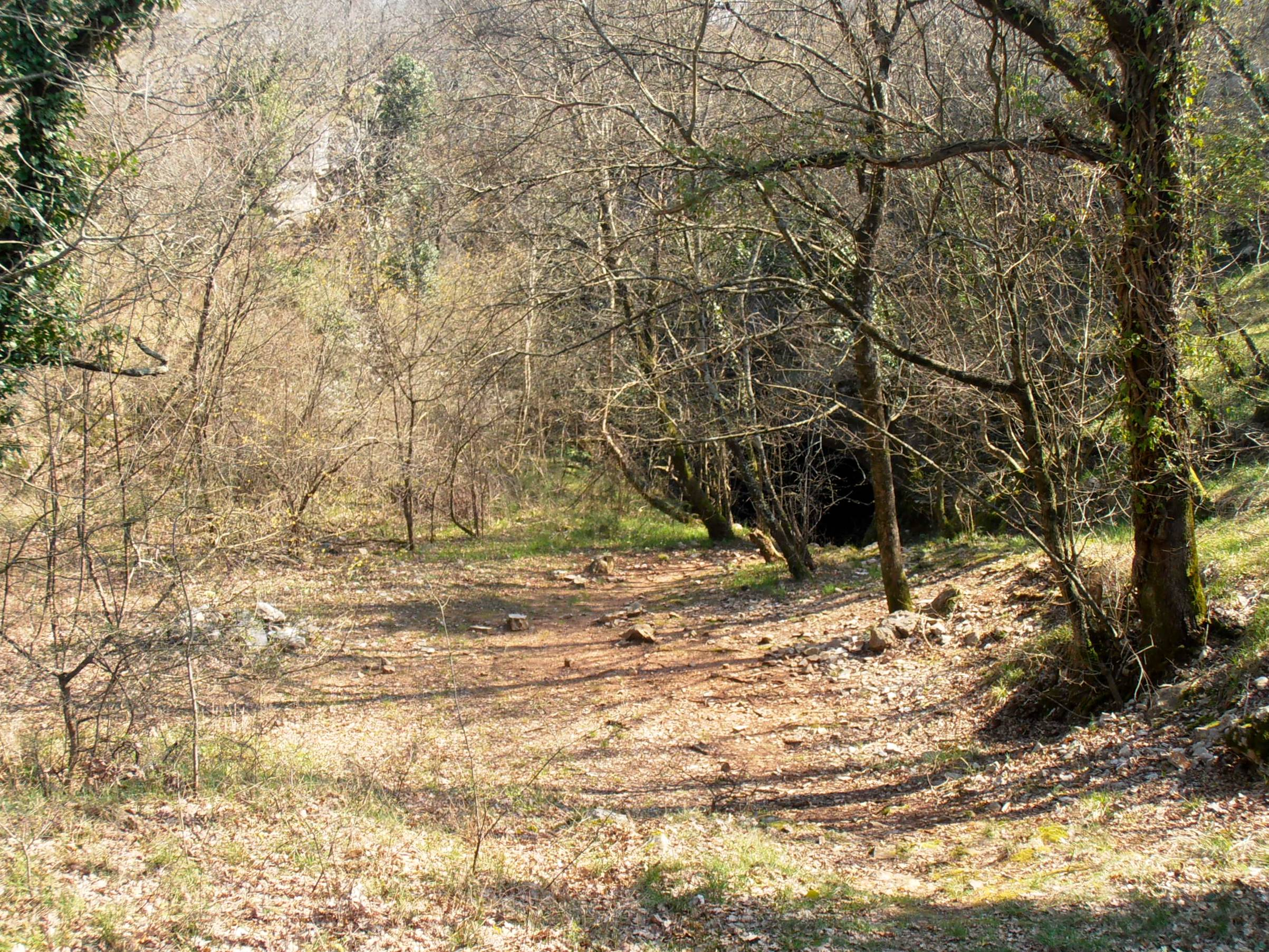
La dolina dove si trova la grotta dell'orso
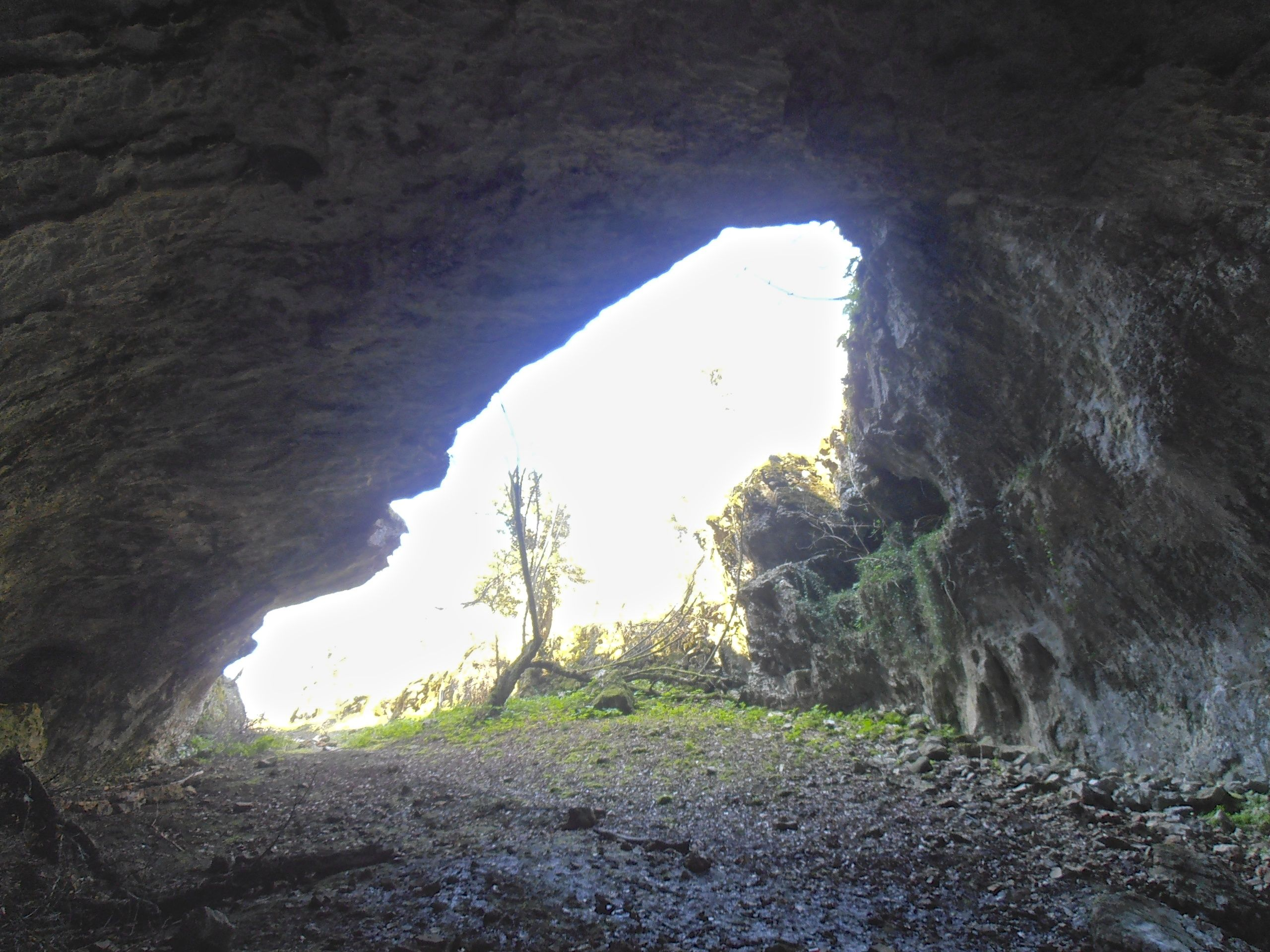
La volta dell'ingresso vista dall'interno
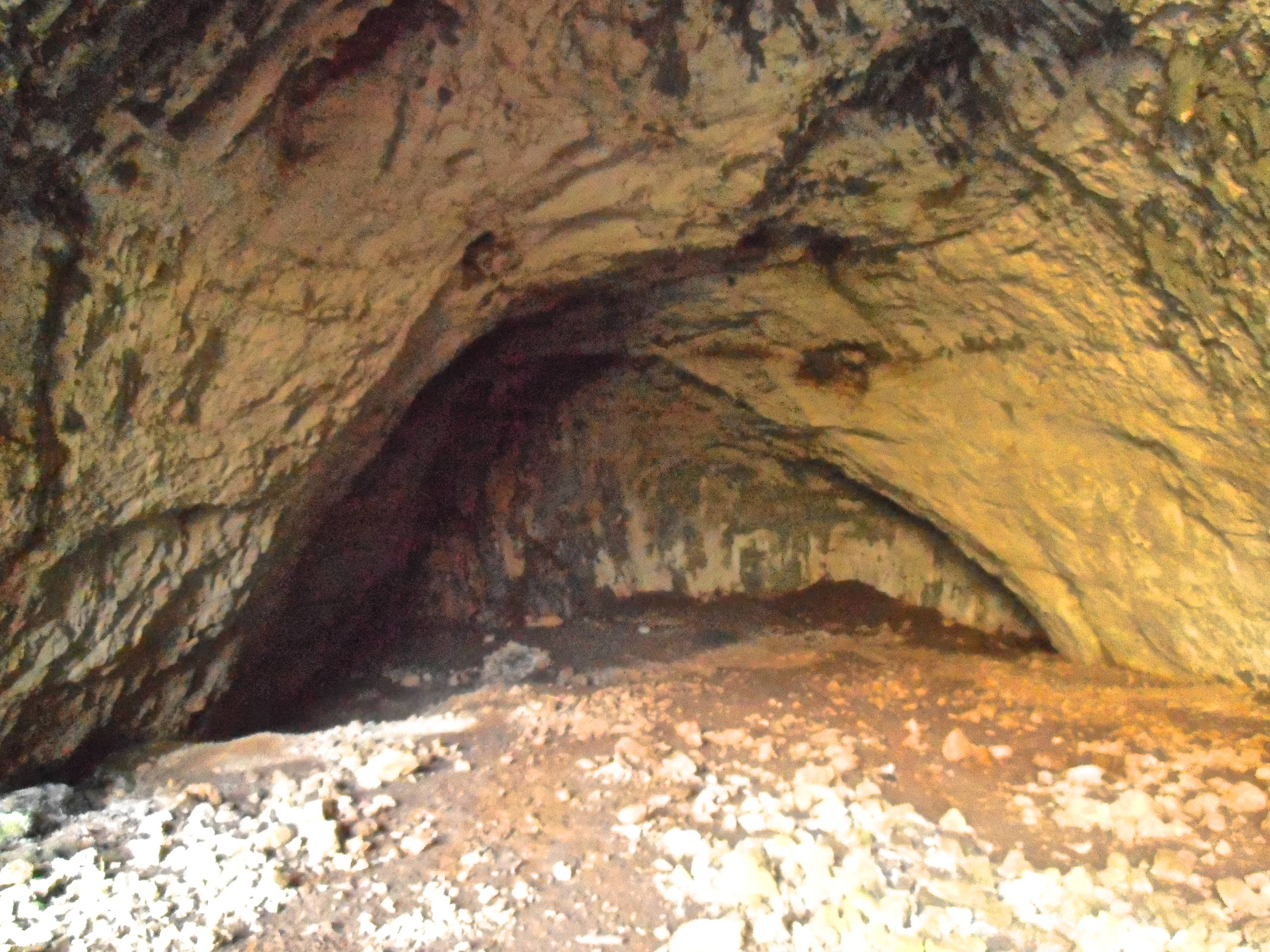
La discesa nella prima parte della grotta